# ضلیع رشید
ضلیع رشید (به عربی: ضلیع رشید) یک منطقهٔ مسکونی در عربستان سعودی است که در استان قصیم واقع شده‌است. ضلیع رشید ۰٫۰۳۳۷۵ کیلومتر مربع مساحت و ۳۵٬۰۰۰ نفر جمعیت دارد و ۸۰۰ متر بالاتر از سطح دریا واقع شده‌است.